# Löckna göl
Löckna göl är en sjö i Jönköpings kommun i Småland och ingår i Nissans huvudavrinningsområde.